# Donald Glover
Donald McKinley Glover, även känd som Childish Gambino, född 25 september 1983 i Los Angeles, är en amerikansk rappare, skådespelare, manusförfattare, komiker och producent.

## Biografi

### Bakgrund
Donald Glover är född i Los Angeles, men växte upp i Stone Mountain i Georgia, en förort till Atlanta. Hans familj tillhörde Jehovas vittnen och han tilläts bland annat inte att titta på TV under uppväxten.

### Komedi, TV och film
Glover studerade dramatiskt skrivande vid New York University där han var med och grundade sketchgruppen Derrick Comedy som blev uppmärksammade för sina sketcher på Youtube. Parallellt ägnade han sig även åt ståuppkomik under flera år. Glover kom senare att gå med i den kända humorgruppen Upright Citizens Brigade vilket ledde till att Tina Fey fick upp ögonen för honom och anställde honom som en av manusförfattarna till den prisade TV-serien 30 Rock. Glover lämnade 30 Rock då han 2009 fick rollen som Troy Barnes i humorserien Community vilken han spelade till 2014. Efter kom han att spela biroller i filmer som Magic Mike XXL (2015) och The Martian (2015). 
År 2016 skapade han dramakomediserien Atlanta i vilken han även spelar huvudrollen. Serien kretsar kring Earn som hoppat av ett prestigefyllt universitet och för att hjälpa sin kusin att starta en rapkarriär. Serien utforskar ämnen som ras och klass och sändes i fyra säsonger mellan 2016 och 2022. Atlanta mötte mycket god kritik och anses ha varit stilbildande och egensinnig. Vid Golden Globe-galan 2017 vann Glover pris för sin roll i serien. Samma år vann han även två Emmy Awards, en som bästa manliga huvudroll och en för regin till serien.

### Musik
Glover ägnar sig även åt musik och rappar under artistnamnet Childish Gambino. Efter att ha släppt flera album på egen hand fick han skivkontrakt med Glassnote Records och släppte 2011 albumet Camp. Han släppte ytterligare två album på Glassnote Records: Because the Internet (2013) och Awaken my love (2016).
Singeln "Redbone" från Awaken my love, skriven och producerad med Ludwig Göransson, vann en Grammy i kategorin Best traditional r’n’b performance. Det var en av de fem kategorier Childish Gambino nominerades för 2017, bland andra årets album och årets skiva.
Singeln "This Is America", på nya skivbolaget RCA, slog 2018 igenom stort. Childish Gambino presenterade den på TV-programmet Saturday Night Live. Videon, som regisserats av Hiro Murai, blandar humor med chockerande våld i vad som tolkades som en kommentar till vapensynen, masskjutningar och afro-amerikaners utsatta situation i USA. Låten och videon blev en internetsensation och singeln gick direkt till förstaplatsen på Billboardlistan.
Då Glover inte närvarade vid Grammygalan tog Göransson, som återigen stod för musik och produktion, emot vinsten på scen. This is America vann fyra kategorier, bland annat årets skiva och årets sång samt bästa musikvideo.
På RCA har Glover sedan släppt tre album: 3.15.20 (2020), Atavista (2024) och Bando Stone & the New World (2024). Atavista är en återutgivning av 3.15.20 och som han har beskrivit som den polerade och färdiga versionen av albumet. Atavista innehåller även en ny låt som inte är med på 3.15.20. Inför släppet av Bando Stone & the New World  meddelade Glover att albumet var det sista som Childish Gambino skulle ge ut. Albumet är även soundtrack till Glovers kommande film med samma namn.

## Politik
Donald Glover var kreativ konsult för Andrew Yangs presidentvalskampanj 2020.

## Privatliv
Efter att ha varit ett par sedan 2016 gifte han sig med Michelle White 2024. Tillsammans har de tre söner födda 2016, 2018 respektive 2020.

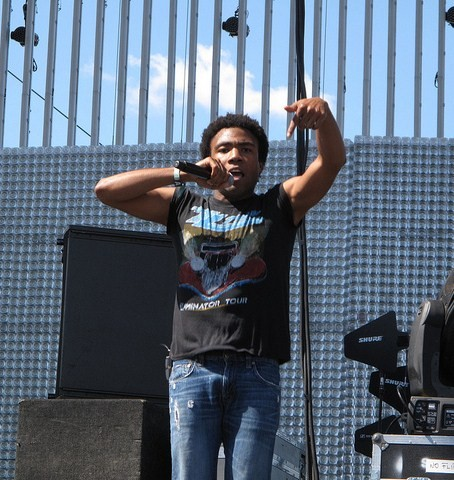
Donald Glover uppträder som Childish Gambino vid Coachella 2012.

## Filmografi (i urval)
- 2006–2012 – 30 Rock (TV-serie) (manusförfattare, skådespelare)
- 2009 – Mystery Team (manusförfattare, exekutiv producent)
- 2009–2014 – Community (TV-serie) (skådespelare)
- 2013–2016 – Äventyrsdags (TV-serie) (röst, 2 avsnitt)2013 – Girls (TV-serie) (skådespelare, 2 avsnitt)
- 2013 – Sesame Street (TV-serie) (skådespelare, 1 avsnitt)
- 2013 – The To Do List (skådespelare)
- 2014 – Alexander and the terrible, horrible, no good, very bad day (skådespelare)
- 2015 – Magic Mike XXL (skådespelare)
- 2015 – The Martian (skådespelare)
- 2016–2022 – Atlanta (TV-serie) (skapare, producent, regissör, manusförfattare, skådespelare)
- 2017 – Spider-Man: Homecoming (skådespelare)
- 2018 – Solo: A Star Wars Story (skådespelare)
- 2019 – Lejonkungen (Simba, röst)
- 2023 – Swarm (TV-serie)
- 2023 – Mr. & Mrs. Smith (TV-serie)
- 2023 – Spider-Man: Across the Spider-Verse (cameo)

## Diskografi
- 2008 – Sick Boi
- 2009 – Poindexter
- 2010 – I AM JUST A RAPPER
- 2010 – I AM JUST A RAPPER 2
- 2010 – Culdesac
- 2011 – EP
- 2011 – Camp (studioalbum)
- 2012 – R O Y A L T Y
- 2013 – Because the Internet (studioalbum)
- 2014 – STN MTN / Kauai
- 2016 – Awaken, My Love!  (studioalbum)
- 2018 – "This is America"
- 2020 – 3.15.20  (studioalbum)
- 2024 – Atavista  (studioalbum, återutgivning av 3.15.20)
- 2024 – Bando Stone & the New World (studioalbum)